# Dietrich Mülder (Forstwissenschaftler)
Dietrich Mülder (* 25. September 1906 in Hildesheim; † 27. Juni 2000) war ein deutscher Forstwissenschaftler und Professor an der Universität Göttingen.

## Leben
Mülder war der jüngste Sohn des Altphilologen Dietrich Mülder (1861–1947). Er studierte ab dem Sommersemester 1925 Forstwissenschaft an der Universität Tübingen und wurde dort wie schon sein Vater Mitglied der Tübinger Burschenschaft Derendingia. Später wechselte er an die forstwissenschaftliche Fakultät der Universität Göttingen in Hannoversch Münden. Dort promovierte er 1947 und habilitierte sich 1950. Anschließend hielt er Vorlesungen über die forstliche Betriebsführung und über die Einführung in die Forstwissenschaft. 1955 erhielt Mülder ein Fulbright-Stipendium für einen Forschungsaufenthalt in den USA. Dort wurde ihm 1956 eine Gastprofessur am Lehrstuhl für Waldbau an der University of California, Berkeley angeboten. 1958 wurde er schließlich als ordentlicher Professor berufen. Nach seiner Rückkehr nach Deutschland übernahm er zunächst die Leitung des Klosterforstamtes Göttingen. Von 1966 bis 1974 war er Institutsleiter des Instituts für Forstliche Betriebswissenschaften an der Universität Göttingen. 1974 wurde er emeritiert.

## Schriften
- Bestimmungsgründe insbesondere zeitlicher Art aus Waldbau und Forstschutz beim Vollzug eines Hauungsplanes. Hannover, 1948.
- Die Disposition der Kiefer für den Kienzopfbefall als Kernproblem waldbautechnischer Abwehr. Frankfurt a. M., 1953.
- Der laufende Betrieb in den staatlichen Forstämtern in Theorie und Praxis. Hannover, 1954.
- Beitrag zur Individualauslese bei Blasenrost-Resistenzzüchtung mit Pinus strobus. Frankfurt a. M., 1955.
- Über die soziologische und qualitative Zusammensetzung gleichaltriger Buchenbestände. Frankfurt a. M., 1978.
- Helft unsere Buchenwälder retten! Stuttgart, 1982.
- Möglichkeiten der Forstbetriebe, sich Immissionsbelastungen waldbaulich anzupassen bzw. deren Schadwirkungen zu mildern. Mainz, 1983.
- Die Waldschäden: Einführung in die Problematik – Blick in den Waldboden. Siegen, 1988.
- Wildschäden: Berechnung und Verhütung. Siegen, 1989.
- Nur Individuenauswahl oder auch Gruppenauswahl? Frankfurt a. M., 1990.